# Węzeł autostradowy Bremer Kreuz
Węzeł autostradowy Bremer Kreuz (niem. Autobahnkreuz Bremen, AK Bremen, Bremer Kreuz) – węzeł drogowy na skrzyżowaniu autostrad A1 i A27 w regionie metropolitarnym Bremy. Nazwa węzła pochodzi od nazwy miejscowości.
| Z                             | Do                               | Średnie dzienne natężenie ruchu |
| ----------------------------- | -------------------------------- | ------------------------------- |
| AS Oyten (A 1)                | Bremer Kreuz                     | 59 800                          |
| Bremer Kreuz                  | AS Uphusen/Bremen-Mahndorf (A 1) | 80 000                          |
| AS Bremen-Sebaldsbrück (A 27) | Bremer Kreuz                     | 53 300                          |
| Bremer Kreuz                  | AS Achim-Nord (A 27)             | 55 800                          |

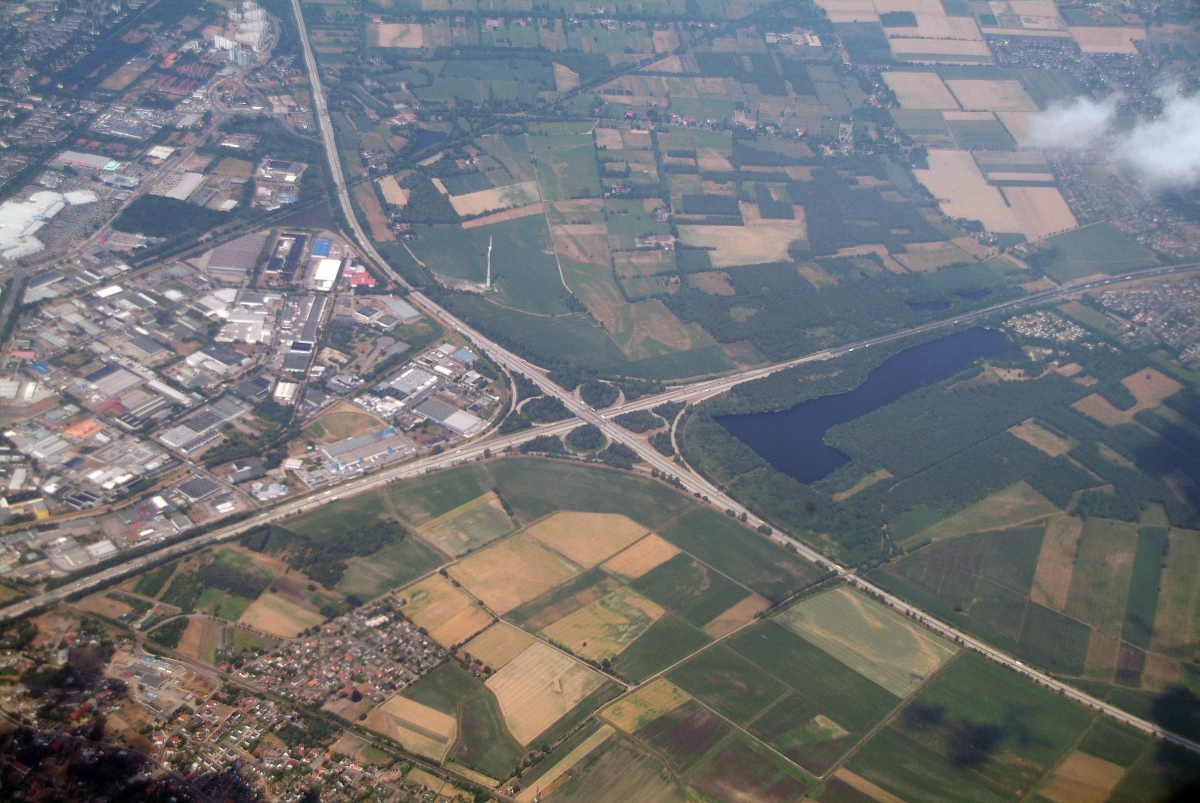
Węzeł Bremer Kreuz widoczny z lotu ptaka.